# Danh sách sản phẩm Vocaloid
Đây là một danh sách về các phần mềm giọng hát ảo Vocaloid và ngày phát hành.

## Những sản phẩm

### Vocaloid
Đây là những Vocaloid thuộc đời đầu tiên.
| Tên    | Nhà phát triển                                                    | Ngôn ngữ   | Giới tính | Lồng giọng      | Ngày phát hành                                           |
| ------ | ----------------------------------------------------------------- | ---------- | --------- | --------------- | -------------------------------------------------------- |
| Leon   | Zero-G Ltd                                                        | tiếng Anh  | Nam       |                 | ngày 15 tháng 1 năm 2004 ngày 3 tháng 3 năm 2004 (Japan) |
| Lola   | Zero-G Ltd                                                        | tiếng Anh  | Nữ        |                 | ngày 15 tháng 1 năm 2004 ngày 3 tháng 3 năm 2004 (Japan) |
| Miriam | Zero-G Ltd                                                        | tiếng Anh  | Nữ        | Miriam Stockley | ngày 1 tháng 7 năm 2004 ngày 26 tháng 7 năm 2004 (Japan) |
| Meiko  | Yamaha Corporation (developer) Crypton Future Media (distributor) | Tiếng nhật | Nữ        | Meiko Haigō     | ngày 5 tháng 11 năm 2004                                 |
| Kaito  | Yamaha Corporation (developer) Crypton Future Media (distributor) | Tiếng nhật | Nam       | Naoto Fūga      | ngày 17 tháng 2 năm 2006                                 |

### Vocaloid 2
Đây là những Vocaloid thế hệ thứ 2
| Tên                           | Nhà phát triển                                     | Ngôn Ngữ        | Giới tính                 | Lồng giọng                                              | Ngày phát hành                                            |
| ----------------------------- | -------------------------------------------------- | --------------- | ------------------------- | ------------------------------------------------------- | --------------------------------------------------------- |
| Sweet Ann                     | PowerFX                                            | tiếng Anh       | Nữ                        | Jody                                                    | ngày 29 tháng 6 năm 2007 ngày 21 tháng 9 năm 2007 (Japan) |
| Hatsune Miku (CV01)           | Crypton Future Media                               | Tiếng Nhật      | Nữ                        | Saki Fujita                                             | ngày 31 tháng 8 năm 2007                                  |
| Kagamine Rin/Len (CV02)       | Crypton Future Media                               | Tiếng nhật      | Nữ (Rin) Nam (Len)        | Asami Shimoda                                           | ngày 27 tháng 12 năm 2007                                 |
| Prima                         | Zero-G                                             | Tiếng Anh       | Nữ                        |                                                         | ngày 14 tháng 1 năm 2008 ngày 22 tháng 2 năm 2008 (Japan) |
| Kagamine Rin/Len (CV02) Act 2 | Crypton Future Media                               | Tiếng Nhật      | Nữ (Rin) Nam (Len)        | Asami Shimoda                                           | ngày 18 tháng 7 năm 2008                                  |
| Gackpoid                      | Internet Co., Ltd.                                 | Tiếng nhật      | Nam                       | Gackt                                                   | ngày 31 tháng 7 năm 2008                                  |
| Megurine Luka (CV03)          | Crypton Future Media                               | Tiếng Nhật& Anh | Nữ                        | Yū Asakawa                                              | ngày 30 tháng 1 năm 2009                                  |
| Megpoid: Gumi                 | Internet Co., Ltd                                  | tiếng Nhật      | Nữ                        | Megumi Nakajima                                         | ngày 26 tháng 6 năm 2009                                  |
| Sonika                        | Zero-G                                             | tiếng Anh       | Nữ                        |                                                         | ngày 14 tháng 7 năm 2009 ngày 7 tháng 8 năm 2009 (Japan)  |
| SF-A2 miki                    | AH-Software                                        | Tiếng Nhật      | Nữ                        | Miki Furukawa                                           | ngày 4 tháng 12 năm 2009                                  |
| Kaai Yuki                     | AH-Software                                        | Tiếng Nhật      | Nữ                        |                                                         | ngày 4 tháng 12 năm 2009                                  |
| Hiyama Kiyoteru               | AH-Software                                        | Tiếng Nhật      | Nam                       | Kiyoshi Hiyama                                          | ngày 4 tháng 12 năm 2009                                  |
| Big AL                        | PowerFX                                            | tiếng Anh       | Nam                       | Michael King (beta voicebank) Frank S. (actual release) | ngày 22 tháng 12 năm 2009 ngày 5 tháng 3 năm 2010 (Japan) |
| Hatsune Miku Append           | Crypton Future Media                               | Tiếng Nhật      | Nữ                        | Saki Fujita                                             | ngày 30 tháng 4 năm 2010                                  |
| Tonio                         | Zero-G                                             | tiếng Anh       | Nam                       |                                                         | ngày 14 tháng 7 năm 2010                                  |
| Lily                          | Avex Management Internet Co., Ltd.                 | Tiếng Nhật      | Nữ                        | Yūri Masuda (m.o.v.e.)                                  | ngày 25 tháng 8 năm 2010                                  |
| VY1 ("Mizki")                 | Yamaha Corporation/Bplats                          | Tiếng Nhật      | Unisex (Giọng "nữ tính")  |                                                         | ngày 1 tháng 9 năm 2010                                   |
| Gachapoid: Ryūto              | Internet Co., Ltd.                                 | Tiếng Nhật      | Nam                       | Kuniko Amemiya (Gachapin)                               | ngày 8 tháng 10 năm 2010                                  |
| Nekomura Iroha                | AH Software                                        | Tiếng Nhật      | Nữ                        | Kyounosuke Yoshitate                                    | ngày 22 tháng 10 năm 2010                                 |
| Utatane Piko                  | Sony Music Entertainment Japan Ki/oon Records Inc. | Tiếng Nhật      | Nam                       | Piko                                                    | ngày 8 tháng 12 năm 2010                                  |
| Kagamine Rin/Len Append       | Crypton Future Media                               | Tiếng Nhật      | Nữ (Rin) Nam (Len)        | Asami Shimoda                                           | ngày 27 tháng 12 năm 2010                                 |
| VY2 ("Yūma")                  | Yamaha Corporation/Bplats                          | Tiếng Nhật      | Unisex (Giọng "Nam tính") |                                                         | ngày 25 tháng 4 năm 2011                                  |
| Azuki Masaoka                 | Sega                                               | Tiếng Nhật      | Nữ                        | Yuka Ōtsubo                                             | Restricted access (Only usable in 575 Utami)              |
| Matcha Kobayashi              | Sega                                               | Tiếng Nhật      | Nữ                        | Ayaka Ohashi                                            | Restricted access (Only usable in 575 Utami)              |

### Vocaloid 3
Đây là các Vocaloid đời thứ 3.
| Tên                     | Nhà phát triển                                   | Ngôn ngữ               | Giới tính            | Lồng giọng                           | Ngày phát hành                                                            |
| ----------------------- | ------------------------------------------------ | ---------------------- | -------------------- | ------------------------------------ | ------------------------------------------------------------------------- |
| Mew                     | Yamaha Corporation/Bplats                        | tiếng Nhật             | Nữ                   | Miu Sakamoto                         | ngày 21 tháng 10 năm 2011                                                 |
| SeeU                    | SBS Artech                                       | tiếng Hàn & tiếng Nhật | Nữ                   | Kim Dahee (Glam)                     | ngày 21 tháng 10 năm 2011 (Hàn Quốc) ngày 16 tháng 12 năm 2011 (Nhật Bản) |
| V3 Megpoid              | Internet Co., Ltd.                               | tiếng Nhật             | Nữ                   | Megumi Nakajima                      | ngày 21 tháng 10 năm 2011                                                 |
| VY1v3                   | Yamaha Corporation/Bplats                        | tiếng Nhật             | Nữ                   |                                      | ngày 21 tháng 10 năm 2011                                                 |
| Tone Rion               | Dear Stage (Moe Japan) Yamaha Corporation/Bplats | tiếng Nhật             | Nữ                   | Nemu Yumemi                          | ngày 16 tháng 12 năm 2011                                                 |
| Oliver                  | PowerFX/VocaTone                                 | tiếng Anh              | Nam                  |                                      | ngày 21 tháng 12 năm 2011                                                 |
| CUL                     | Internet Co., Ltd                                | tiếng Nhật             | Nữ                   | Eri Kitamura                         | ngày 22 tháng 12 năm 2011                                                 |
| Yuzuki Yukari           | AH Software                                      | tiếng Nhật             | Nữ                   | Chihiro Ishiguro                     | ngày 22 tháng 12 năm 2011                                                 |
| Bruno                   | Voctro Labs, S.L                                 | tiếng Tây Ban Nha      | Nam                  |                                      | ngày 24 tháng 12 năm 2011                                                 |
| Clara                   | Voctro Labs, S.L                                 | tiếng Tây Ban Nha      | Nữ                   |                                      | ngày 24 tháng 12 năm 2011                                                 |
| IA                      | 1st Place                                        | tiếng Nhật             | Nữ                   | Lia                                  | ngày 27 tháng 1 năm 2012                                                  |
| Megpoid V3 - Native     | Internet Co., Ltd                                | Tiếng Nhật             | Nữ                   | Megumi Nakajima                      | ngày 15 tháng 3 năm 2012                                                  |
| Aoki Lapis              | i-Style Project Yamaha Corporation/Bplats        | Tiếng Nhật             | Nữ                   | Nako Eguchi                          | ngày 6 tháng 4 năm 2012                                                   |
| Lily V3                 | Avex Management Internet Co., Ltd                | Tiếng Nhật             | Nữ                   | Yuri Masuda                          | ngày 19 tháng 4 năm 2012                                                  |
| Lạc Thiên Y V3          | Thượng Hải Hòa Niệm Yamaha Corporation/Bplats    | tiếng Trung            | Nữ                   | San Tân                              | ngày 12 tháng 7 năm 2012                                                  |
| Gackpoid V3             | Internet Co., Ltd                                | Tiếng Nhật             | Nam                  | Gackt                                | ngày 13 tháng 7 năm 2012                                                  |
| Galaco                  | Internet Co., Ltd                                | tiếng Nhật             | Nữ                   | Ko Shibasaki                         | ngày 5 tháng 8 năm 2012 (prize in the Vocaloid 3 music contest)           |
| VY2v3                   | Yamaha Corporation/Bplats                        | tiếng Nhật             | Nam                  |                                      | ngày 19 tháng 10 năm 2012                                                 |
| Mayu                    | Exit Tunes                                       | tiếng Nhật             | Nữ                   | Mayumi Morinaga                      | ngày 5 tháng 12 năm 2012                                                  |
| Avanna                  | Zero-G                                           | tiếng Anh              | Nữ                   | Rachael.                             | ngày 22 tháng 12 năm 2012                                                 |
| Kaito V3                | Crypton Future Media                             | tiếng Nhật & tiếng Anh | Nam                  | Naoto Fūga                           | ngày 15 tháng 2 năm 2013                                                  |
| Megpoid English         | Internet Co., Ltd                                | tiếng Anh              | Nữ                   | Megumi Nakajima                      | ngày 28 tháng 2 năm 2013                                                  |
| ZOLA Project            | Yamaha Corporation/Bplats                        | tiếng Nhật             | Nam (Yuu, Kyo, Wil)  | Minorun (Yuu) Nanox (Kyo) Maui (Wil) | ngày 20 tháng 6 năm 2013                                                  |
| Ngôn Hòa                | Thượng Hải Hòa Niệm Yamaha Corporation/Bplats    | tiếng Trung            | Nữ                   | Lưu Tinh Lạc                         | ngày 11 tháng 7 năm 2013                                                  |
| Hatsune Miku V3 English | Crypton Future Media                             | tiếng Anh              | Nữ                   | Saki Fujita                          | ngày 31 tháng 8 năm 2013 (download) ngày 26 tháng 9 năm 2013 (retail)     |
| YOHIOloid               | PowerFX/Vocatone                                 | tiếng Nhật & tiếng Anh | Nam                  | Yohio                                | ngày 10 tháng 9 năm 2013 (download) ngày 17 tháng 9 năm 2013 (retail)     |
| Hatsune Miku V3         | Crypton Future Media                             | tiếng Nhật             | Nữ                   | Saki Fujita                          | ngày 26 tháng 9 năm 2013                                                  |
| Maika                   | Voctro Labs, S.L                                 | tiếng Tây Ban Nha      | Nữ                   |                                      | ngày 18 tháng 12 năm 2013 (download) ngày 31 tháng 1 năm 2014 (retail)    |
| Merli                   | i-Style Project Yamaha Corporation/Bplats        | tiếng Nhật             | Nữ                   | Misaki Kamata                        | ngày 24 tháng 12 năm 2013 (download) ngày 5 tháng 2 năm 2014 (retail)     |
| Macne Nana              | MI7 Yamaha Corporation/Bplats                    | tiếng Nhật & tiếng Anh | Nữ                   | Haruna Ikezawa                       | ngày 31 tháng 1 năm 2014                                                  |
| Meiko V3                | Crypton Future Media                             | tiếng Nhật & tiếng Anh | Nữ                   | Meiko Haigō                          | ngày 4 tháng 2 năm 2014                                                   |
| Kokone                  | Internet Co., Ltd                                | tiếng Nhật             | Nữ                   |                                      | ngày 14 tháng 2 năm 2014                                                  |
| Anon/Kanon              | Yamaha Corporation/Bplats                        | tiếng Nhật             | Nữ (cả Anon & Kanon) |                                      | ngày 3 tháng 3 năm 2014                                                   |
| V Flower                | Gynoid Co., Ltd. Yamaha Corporation/Bplats       | tiếng Nhật             | Nữ                   |                                      | ngày 9 tháng 5 năm 2014 (Download) ngày 16 tháng 7 năm 2014 (Retail)      |
| Tohoku Zunko            | AH-Software                                      | tiếng Nhật             | Nữ                   | Satomi Sato                          | ngày 5 tháng 6 năm 2014                                                   |
| IA Rocks                | 1st Place                                        | tiếng Nhật             | Nữ                   | Lia                                  | ngày 27 tháng 6 năm 2014                                                  |
| Galaco Neo              | Stardust Music Inc. Yamaha Corporation/Bplats    | tiếng Nhật             | Nữ                   | Ko Shibasaki                         | ngày 5 tháng 8 năm 2014                                                   |
| Rana                    | We've Inc.                                       | tiếng Nhật             | Nữ                   | Ai Kakuma                            | ngày 9 tháng 9 năm 2014 (usable through Vocalo-P ni Naritai magazine)     |
| Gachapoid V3            | Internet Co., Ltd                                | tiếng Nhật             | Nam                  | Kuniko Amemiya                       | ngày 17 tháng 9 năm 2014                                                  |
| Chika                   | Internet Co., Ltd                                | tiếng Nhật             | Nữ                   | Chiaki Ito (AAA)                     | ngày 16 tháng 10 năm 2014                                                 |
| Tâm Hoa                 | Gynoid Co., Ltd. Yamaha Corporation/Bplats       | tiếng Trung (Đài Loan) | Nữ                   | Vương Văn Nghi                       | ngày 10 tháng 2 năm 2015                                                  |
| Nhạc Chính Lăng         | Thượng Hải Hòa Niệm                              | Tiếng Trung            | Nữ                   | Kỳ Inory                             | ngày 17 tháng 7 năm 2015                                                  |

### Vocaloid 4
| Tên                         | Nhà phát triển                                                                | Ngôn ngữ                                     | Giới tính          | Lồng giọng           | Ngày phát hành                               |
| --------------------------- | ----------------------------------------------------------------------------- | -------------------------------------------- | ------------------ | -------------------- | -------------------------------------------- |
| VY1v4                       | Yamaha Corporation/Bplats                                                     | tiếng Nhật                                   | Nữ                 |                      | ngày 17 tháng 12 năm 2014                    |
| Cyber Diva                  | Yamaha Corporation/Bplats                                                     | tiếng Anh                                    | Nữ                 | Jenny Shima          | ngày 4 tháng 2 năm 2015                      |
| Yuzuki Yukari V4            | AH-Software Vocalomakets                                                      | tiếng Nhật                                   | Nữ                 | Chihiro Ishiguro     | ngày 18 tháng 3 năm 2015                     |
| Megurine Luka V4X           | Crypton Future Media                                                          | tiếng Nhật & tiếng Anh                       | Nữ                 | Yū Asakawa           | ngày 19 tháng 3 năm 2015                     |
| Gackpoid V4                 | Internet Co. Ltd.                                                             | tiếng Nhật                                   | Nam                | Gackt                | ngày 30 tháng 4 năm 2015                     |
| SF-A2 Miki V4               | AH-Software                                                                   | tiếng Nhật                                   | Nữ                 |                      | ngày 18 tháng 6 năm 2015                     |
| Nekomura Iroha V4           | AH-Software                                                                   | tiếng Nhật                                   | Nữ                 | Kyounosuke Yoshitate | ngày 18 tháng 6 năm 2015                     |
| V4 Flower                   | Gynoid Co., Ltd. Yamaha Corporation                                           | tiếng Nhật                                   | Nữ                 |                      | ngày 16 tháng 7 năm 2015                     |
| Sachiko                     | Yamaha                                                                        | tiếng Nhật                                   | Nữ                 | Sachiko Kobayashi    | ngày 27 tháng 7 năm 2015                     |
| Arsloid                     | Yamaha Corporation Universal Music Japan                                      | tiếng Nhật                                   | Nam                | Akira Kano           | ngày 23 tháng 9 năm 2015                     |
| Ruby                        | VocaTone/PowerFX                                                              | tiếng Anh                                    | Nữ                 | Mishakeet            | ngày 7 tháng 10 năm 2015                     |
| Kaai Yuki V4                | AH-Software                                                                   | tiếng Nhật                                   | Nữ                 |                      | ngày 29 tháng 10 năm 2015                    |
| Hiyama Kiyoteru V4          | AH-Software                                                                   | tiếng Nhật                                   | Nam                | Kiyoshi Hiyama       | ngày 29 tháng 10 năm 2015                    |
| Megpoid V4                  | Internet Co. Ltd.                                                             | tiếng Nhật                                   | Nữ                 | Megumi Nakajima      | ngày 5 tháng 11 năm 2015                     |
| Daina                       | Zero-G                                                                        | tiếng Anh                                    | Nữ                 | Aki Glancy           | ngày 20 tháng 11 năm 2015                    |
| Rana V4                     | We've Inc.                                                                    | tiếng Nhật                                   | Nữ                 | Ai Kakuma            | ngày 1 tháng 12 năm 2015                     |
| Kagamine Rin/Len V4X        | Crypton Future Media                                                          | tiếng Nhật                                   | Nữ (Rin) Nam (Len) | Asami Shimoda        | ngày 24 tháng 12 năm 2015                    |
| Kagamine Rin/Len V4 English | Crypton Future Media                                                          | tiếng Anh                                    | Nữ (Rin) Nam (Len) | Asami Shimoda        | ngày 24 tháng 12 năm 2015                    |
| Unity-chan; Kohaku Otori    | Yamaha Unity Technologies Japan                                               | tiếng Nhật                                   | Nữ                 | Asuka Kakumoto       | ngày 14 tháng 1 năm 2016                     |
| Fukase                      | Yamaha                                                                        | tiếng Nhật & tiếng Anh                       | Nam                | Satoshi Fukase       | ngày 28 tháng 1 năm 2016                     |
| Stardust: Tinh Trần         | Thượng Hải Hòa Niệm Bắc Kinh Photek S&T                                       | Tiếng Trung                                  | Nữ                 | Trà Lý Lý            | ngày 13 tháng 4 năm 2016                     |
| Otomachi Una                | Internet Co., Ltd MTK                                                         | tiếng Nhật                                   | Nữ                 | Aimi Tanaka          | ngày 30 tháng 7 năm 2016                     |
| Hatsune Miku V4X            | Crypton Future Media                                                          | tiếng Nhật                                   | Nữ                 | Saki Fujita          | ngày 31 tháng 8 năm 2016                     |
| Hatsune Miku V4 English     | Crypton Future Media                                                          | tiếng Anh                                    | Nữ                 | Saki Fujita          | ngày 31 tháng 8 năm 2016                     |
| Tohoku Zunko V4             | AH-Software                                                                   | tiếng Nhật                                   | Nữ                 | Satomi Sato          | ngày 27 tháng 10 năm 2016                    |
| Cyber Songman               | Yamaha                                                                        | tiếng Anh                                    | Nam                |                      | ngày 31 tháng 10 năm 2016                    |
| Macne Nana V4               | MI7                                                                           | tiếng Nhật (Nana, Petit) và tiếng Anh (Nana) | Nữ (Nana, Petit)   | Haruna Ikezawa       | ngày 15 tháng 12 năm 2016                    |
| Uni                         | ST Media                                                                      | tiếng Hàn                                    | Nữ                 |                      | ngày 14 tháng 2 năm 2017                     |
| Tone Rion V4                | Dear Stage (Moe Japan)                                                        | tiếng Nhật                                   | Nữ                 | Nemu Yumemi          | ngày 16 tháng 2 năm 2017                     |
| Yumemi Nemu                 | Dear Stage (Moe Japan)                                                        | tiếng Nhật                                   | Nữ                 | Nemu Yumemi          | ngày 16 tháng 2 năm 2017                     |
| Nhạc Chính Long Nha         | Thượng Hải Hòa Niệm                                                           | Tiếng Trung                                  | Nam                | Trương Kiệt          | ngày 24 tháng 6 năm 2017                     |
| Azuki                       | Yamaha Sega                                                                   | tiếng Nhật                                   | Nữ                 | Yuka Ōtsubo          | ngày 12 tháng 7 năm 2017                     |
| Matcha                      | Yamaha Sega                                                                   | tiếng Nhật                                   | Nữ                 | Ayaka Ohashi         | ngày 12 tháng 7 năm 2017                     |
| Lumi                        | Akatsuki Virtual Artists                                                      | tiếng Nhật                                   | Nữ                 | Sayaka Ohara         | ngày 30 tháng 8 năm 2017                     |
| Tâm Hoa V4                  | Gynoid Co., Ltd. Công ty Công nghệ Thượng Hải Vọng Thừa                       | Tiếng Trung (Đài Loan)                       | Nữ                 | Vương Văn Nghi       | ngày 1 tháng 9 năm 2017                      |
| Hatsune Miku V4 tiếng Trung | Crypton Future Media                                                          | Tiếng Trung                                  | Nữ                 | Saki Fujita          | ngày 5 tháng 9 năm 2017                      |
| Tâm Hoa V4 tiếng Nhật       | Gynoid Co., Ltd.                                                              | tiếng Nhật                                   | Nữ                 | Vương Văn Nghi       | ngày 22 tháng 9 năm 2017                     |
| Lạc Thiên Y V4              | Thượng Hải Hòa Niệm                                                           | Tiếng Trung                                  | Nữ                 | San Tân              | ngày 30 tháng 12 năm 2017                    |
| Kizuna Akari                | AH-Software Vocalomakets                                                      | tiếng Nhật                                   | Nữ                 | Madoka Yonezawa      | ngày 26 tháng 4 năm 2018                     |
| Chương Sở Sở                | Công ty Công nghệ Thượng Hải Vọng Thừa Migu Comics                            | Tiếng Trung                                  | Nữ                 | Tô Uyển              | ngày 30 tháng 4 năm 2018 (phân phối hạn chế) |
| Duyệt Thành                 | Công ty Công nghệ Thượng Hải Vọng Thừa Chengdu Yuefang Cultural Broadcast Co. | Tiếng Trung                                  | Nam                | Nặc Thần             | ngày 30 tháng 4 năm 2018 (phân phối hạn chế) |
| Lạc Thiên Y V4 tiếng Nhật   | Thượng Hải Hoà Niệm                                                           | Tiếng Nhật                                   | Nữ                 | San Tân Kano         | ngày 18 tháng 5 năm 2018                     |
| Mirai Komachi               | Yamaha Bandai Namco Studio, Inc                                               | Tiếng Nhật                                   | Nữ                 |                      | ngày 24 tháng 5 năm 2018                     |
| Trưng Vũ Ma Kha             | Thượng Hải Hòa Niệm                                                           | Tiếng Trung                                  | Nam                | Tô Thượng Khanh      | ngày 2 tháng 8 năm 2018                      |
| Mặc Thanh Huyền             | Thượng Hải Hoà Niệm                                                           | Tiếng Trung                                  | Nữ                 | Minh Nguyệt          | ngày 2 tháng 8 năm 2018                      |

### Vocaloid 5
| Tên                | Nhà phát triển      | Ngôn ngữ    | Giới tính | Lồng giọng    | Ngày phát hành            |
| ------------------ | ------------------- | ----------- | --------- | ------------- | ------------------------- |
| Amy                | Yamaha              | tiếng Anh   | Nữ        |               | ngày 12 tháng 7 năm 2018  |
| Chris              | Yamaha              | tiếng Anh   | Nam       |               | ngày 12 tháng 7 năm 2018  |
| Kaori              | Yamaha              | tiếng Nhật  | Nữ        |               | ngày 12 tháng 7 năm 2018  |
| Ken                | Yamaha              | tiếng Nhật  | Nam       |               | ngày 12 tháng 7 năm 2018  |
| Cyber Diva II      | Yamaha              | tiếng Anh   | Nữ        | Jenny Shima   | ngày 12 tháng 7 năm 2018  |
| Cyber Songman II   | Yamaha              | tiếng Anh   | Nam       |               | ngày 12 tháng 7 năm 2018  |
| VY1 (Vocaloid 5)   | Yamaha              | tiếng Nhật  | Nữ        |               | ngày 12 tháng 7 năm 2018  |
| VY2 (Vocaloid 5)   | Yamaha              | tiếng Nhật  | Nam       |               | ngày 12 tháng 7 năm 2018  |
| Haruno Sora        | AH-Software         | tiếng Nhật  | Nữ        | Kikuko Inoue  | ngày 26 tháng 7 năm 2018  |
| Meika Hime/Mikoto  | Gynoid Co., Ltd.    | tiếng Nhật  | Nữ        | Kotori Koiwai | ngày 30 tháng 3 năm 2019  |
| Nhạc Chính Lăng V5 | Thượng Hải Hoà Niệm | tiếng Trung | Nữ        | Kỳ Inory      | ngày 12 tháng 4 năm 2021  |
| Ngôn Hoà V5        | Thượng Hải Hoà Niệm | tiếng Trung | Nữ        | Lưu Tinh Lạc  | ngày 20 tháng 10 năm 2021 |
| Lạc Thiên Y V5     | Thượng Hải Hoà Niệm | tiếng Trung | Nữ        | San Tân       | ngày 12 tháng 7 năm 2020  |

### Vocaloid 6
| Tên | Nhà phát triển              | Ngôn ngữ                                            | Giới tính                             | Lồng giọng                     | Ngày phát hành           |
| --- | --------------------------- | --------------------------------------------------- | ------------------------------------- | ------------------------------ | ------------------------ |
| Sarah/Allen/Haruka/Akito | Yamaha                      | tiếng Anh (Sarah, Allen) tiếng Nhật (Haruka, Akito) | Nữ (Sarah, Haruka) Nam (Allen, Akito) |                                | 13 tháng 10, 2022        |
| AI Megpoid | Internet Co., Ltd.          | tiếng Nhật & tiếng Anh                              | Nữ                                    | Megumi Nakajima                | October 13, 2022         |
| TBA | Yamaha nana Music Co., Ltd. | tiếng Nhật                                          | Nam                                   | philo                          | TBA                      |
| Aya | Yamaha                      | tiếng Nhật                                          | Nữ                                    |                                | TBA                      |
| Sakura web sakura [88,89,90,91] hoặc https://www.facebook.com/V5A004AkatoYugiAccountMeta?mibextid=ZbWKwL hoặc https://www.facebook.com/V06A004HatsuneNekiAccountMeta?mibextid=ZbWKwL hoặc https://youtube.com/@Hatsune_Neki Lưu trữ ngày 30 tháng 3 năm 2023 tại Wayback Machine hoặc https://youtube.com/@Akato_Yugi Lưu trữ ngày 30 tháng 3 năm 2023 tại Wayback Machine | Yamaha_Crypton Future Media | tiếng Nhật, tiếng Việt                              | Nữ                                    | Hatsune Neki_Akato Yugi_Sakura | ngày 9 tháng 4, năm 2007 |
| Naoki | Yamaha                      | tiếng Nhật                                          | Nam                                   |                                | TBA                      |
| Asahi | Yamaha                      | tiếng Nhật                                          | Nam                                   |                                | TBA                      |
| Kenji | Yamaha                      | tiếng Nhật                                          | Nam                                   |                                | TBA                      |
| Shion | Yamaha                      | tiếng Nhật                                          |                                       |                                | TBA                      |
| Yuka | Yamaha                      | tiếng Nhật                                          | Nữ                                    |                                | TBA                      |
| Hayato | Yamaha                      | tiếng Nhật                                          | Nam                                   |                                | TBA                      |
| Yuina | Yamaha                      | tiếng Nhật                                          |                                       |                                | TBA                      |
| Kazuya | Yamaha                      | tiếng Nhật                                          |                                       |                                | TBA                      |
| Kana | Yamaha                      | tiếng Nhật                                          |                                       |                                | TBA                      |
| Taku | Yamaha                      | tiếng Nhật                                          |                                       |                                | TBA                      |